# Shannon Curfman
Shannon Marie Curfman (ur. 31 lipca 1985 w Fargo) – amerykańska blues-rockowa gitarzystka, wokalistka, autorka tekstów i kompozytor.
Urodziła się w Fargo w Dakocie Północnej 31 lipca 1985 roku. Karierę muzyczną rozpoczęła w roku 1999, mając 14 lat. Wydała wtedy swój debiutancki album Loud Guitars, Big Suspicions, który nagrała rok wcześniej.
W 2006 założyła własną wytwórnię, Purdy Records, która zaczęła działalność wydawniczą w lipcu tego samego roku od minialbumu Take It Like a Man.

## Dyskografia
- Loud Guitars, Big Suspicions (1999)
- Take It Like a Man (2006, EP)
- Fast Lane Addiction (2007)
- What You’re Getting Into (2010)